# Староягільницька сільська рада
Староягі́льницька сільська́ ра́да — колишня адміністративно-територіальна одиниця та орган місцевого самоврядування в Чортківському районі Тернопільської області. Адміністративний центр — с. Стара Ягільниця.

## Загальні відомості
- Територія ради: 21,758 км²
- Населення ради: 801 особа (станом на 2001 рік)
- Територією ради протікає річка Черкаська

## Населені пункти
Сільській раді були підпорядковані населені пункти:
- с. Стара Ягільниця
- с. Черкавщина

## Історія
Сільська рада утворена у вересні 1939 року.
1 грудня 2020 року увійшла до складу Нагірянської сільської громади.

## Географія
Староягільницька сільська рада межує з Шульганівською, Полівецькою, Білобожницькою, Білівською та Ягільницькою сільськими радами — Чортківського району. 

## Склад ради

### Керівний склад попередніх скликань

#### Голови ради
| Прізвище, ім'я, по батькові | Основні відомості | Дата обрання | Дата звільнення |
| --------------------------- | ----------------- | ------------ | --------------- |
| Ревуцький Петро Мар′янович  | Сільський голова  | 1990         | 1994            |
| Ревуцький Петро Мар′янович  | Сільський голова  | 1994         | 1998            |
| Мельник Марія Павлівна      | Сільський голова  | 1998         | 2002            |
| Мельник Марія Павлівна      | Сільський голова  | 2002         | 2006            |
| Ченкалюк Йосип Іванович     | Сільський голова  | 26.03.2006   | 26.05.2008      |
| Ревуцький Петро Мар'янович  | Сільський голова  | 15.03.2009   | 31.10.2010      |
| Ревуцький Петро Мар'янович  | Сільський голова  | 31.10.2010   | 25.10.2015      |
| Ревуцький Петро Мар'янович  | Сільський голова  | 25.10.2015   | 01.12.2020      |

#### Секретарі ради
| Прізвище, ім'я, по батькові | Основні відомості | Дата обрання | Дата звільнення |
| --------------------------- | ----------------- | ------------ | --------------- |
| Біловус Надія Степанівна    | Секретар          | 1990         | 1994            |
| Біловус Надія Степанівна    | Секретар          | 1994         | 1998            |
| Біловус Надія Степанівна    | Секретар          | 1998         | 2002            |
| Біловус Надія Степанівна    | Секретар          | 2002         | 2006            |
| Біловус Надія Степанівна    | Секретар          | 2006         | 2010            |
| Біловус Надія Степанівна    | Секретар          | 2010         | 2015            |
| Біловус Надія Степанівна    | Секретар          | 2015         | 2020            |

### Депутати

#### VII скликання
За результатами місцевих виборів 2015 року депутатами ради стали:
1. Гулька Богдан Ігорович
2. Коків Григорій Володимирович
3. Корінецька Ольга Омелянівна
4. Татарин Леся Антонівна
5. Мельник Павло Васильович
6. Гашок Іванна Ігорівна
7. Вівчарик Ігор Йосипович
8. Білоус Надія Степанівна
9. Безпалько Олег Степанович
10. Басіста Іванна Євгенівна
11. Максимів Василь Іванович
12. Ревуцька Наталія Іванівна

#### VI скликання
За результатами місцевих виборів 2010 року депутатами ради стали:
1. Стадник Ірина Володимирівна
2. Гашок Іванна Ігорівна
3. Гулька Степанія Ярославівна
4. Бабій Наталія Павлівна
5. Коків Григорій Володимирович
6. Корнецька Ольга Омелянівна
7. Мельник Павло Васильович
8. Ревуцька Любов Дмитрівна
9. Басіста Галина Іванівна
10. Безпалько Олег Степанович
11. Рибчак Ольга Василівна
12. Біловус Надія Степанівна
13. Федорців Тарас Володимировис
14. Максимів Василь Іванович
15. Ревуцька Наталія Іванівна
16. Бабій Марія Павлівна

#### V скликання
За результатами місцевих виборів 2006 року депутатами ради стали:
1. Пилипів Надія Василівна
2. Горячко Ігор Петрович
3. Гулька Степанія Ярославівна
4. Бабій Михайло Іванович
5. Коків Григорій Володимирович
6. Снєжик Оксана Богданівна
7. Мельник Павло Васильович
8. Юркевич Михайло Петрович
9. Ціцерська Валентина Василівна
10. Безпалько Олег Степанович
11. Катинська Євгенія Михайлівна
12. Біловус Надія Степанівна
13. Король Михайло Дем′янович
14. Максимів Іван Павлович
15. Ревуцька Наталія Іванівна

#### IV скликання
За результатами місцевих виборів 2002 року депутатами ради стали:
1. Пилипів Надія Василівна
2. Ціцерська Валентина Василівна
3. Гулька Степанія Ярославівна
4. Бабій Михайло Іванович
5. Коків Григорій Володимирович
6. Снєжик Оксана Богданівна
7. Павлинів Марія Павлівна
8. Юркевич Михайло Петрович
9. Коцюлим Іван Йосипович
10. Безпалько Олег Степанович
11. Ревуцька Оксана Василівна
12. Романів Роман Олександрович
13. Федорців Володимир Іванович
14. Король Михайло Дем′янович
15. Біловус Надія Степанівна

#### III скликання
За результатами місцевих виборів 1998 року депутатами ради стали:
1. Вівчарик Ярослав Петрович
2. Ціцерська Валентина Василівна
3. Гулька Степанія Ярославівна
4. Рижак Іван Якович
5. Дутка Михайло Петрович
6. Рижак Євген Якович
7. Гашок Євген Михайлович
8. Дерій Петро Євгенович
9. Ревуцький Ярослав Іванович
10. Горачок Ярослав Петрович
11. Войтовия Ярослав Дмитрович
12. Біловус Надія Степанівна
13. Ревуцький Іван Якович
14. Назарак Петро Васильович
15. Максимів Іван Павлович

#### II скликання
За результатами місцевих виборів 1994 року депутатами ради стали:
1. Гашок Ігор Максимович
2. Ціцерська Валентина Василівна
3. Гулька Степанія Ярославівна
4. Дутка Ольга Михайлівна
5. Дерій Петро Євгенович
6. Юркевич Михайло Петрович
7. Вовк Мирослав Максимович
8. Палій Петро Михайлович
9. Біловус Надія Степанівна
10. Максимів Іван Павлович
11. Андрейків Василь Антонович

#### I скликання
За результатами місцевих виборів 1990 року депутатами ради стали:
1. Гашок Ігор Максимович
2. Піцик Марія Йосипівна
3. Ревуцький Петро Мар′янович
4. Рижак Іван Якович
5. Стоян Леонід Васильович
6. Горячко Михайло Миколайович
7. Юркевич Михайло Петрович
8. Критюк Роман Кузьмович
9. Юрків Богдан Павлович
10. Палій Петро Михайлович
11. Рибчак Ольга Василівна
12. Грицюк Парасковія Петрівна
13. Войцишин Іван Адольфович
14. Назарак Степанія Василівна
15. Ціцерська Валентина Василівна